# Diglossa venezuelensis
Diglossa venezuelensis là một loài chim trong họ Thraupidae.